# Michael A. Monsoor
Michael Anthony Monsoor (5. dubna 1981 Long Beach – 29. září 2006 Ramádí) byl námořník Spojených států amerických, který padl během operace Irácká svoboda. V roce 2001 nastoupil k námořnictvu Spojených států amerických, v roce 2004 absolvoval základní podvodní trénink námořnictva. Později byl přidělen do týmu Delta Platoon, SEAL Team 3.
Delta Platoon byla vyslána do Iráku v dubnu 2006, kde se účastnila výcviku vojáků irácké armády v Ramádí. Během následujících pěti měsíců se Monsoor a jeho četa často zapojovali do boje s povstaleckými silami. Dne 29. září 2006 povstalec hodil granát na střechu, kde byl Monsoor a několik dalších iráckých i amerických vojáků. Monsoor rychle zakryl granát svým tělem, absorboval výslednou explozi a zachránil vojáky v blízkosti před vážným zraněním nebo smrtí. Na následky zranění způsobené výbuchem granátu zemřel asi o 30 minut později.
Posmrtně mu byla udělena Medaile cti, kterou 8. dubna 2008 předal americký prezident George W. Bush jeho rodičům. Na jeho počest byla pojmenována druhá loď třídy Zumwalt, raketový stealth torpédoborec USS Michael Monsoor (DDG-1001).

## Kariéra

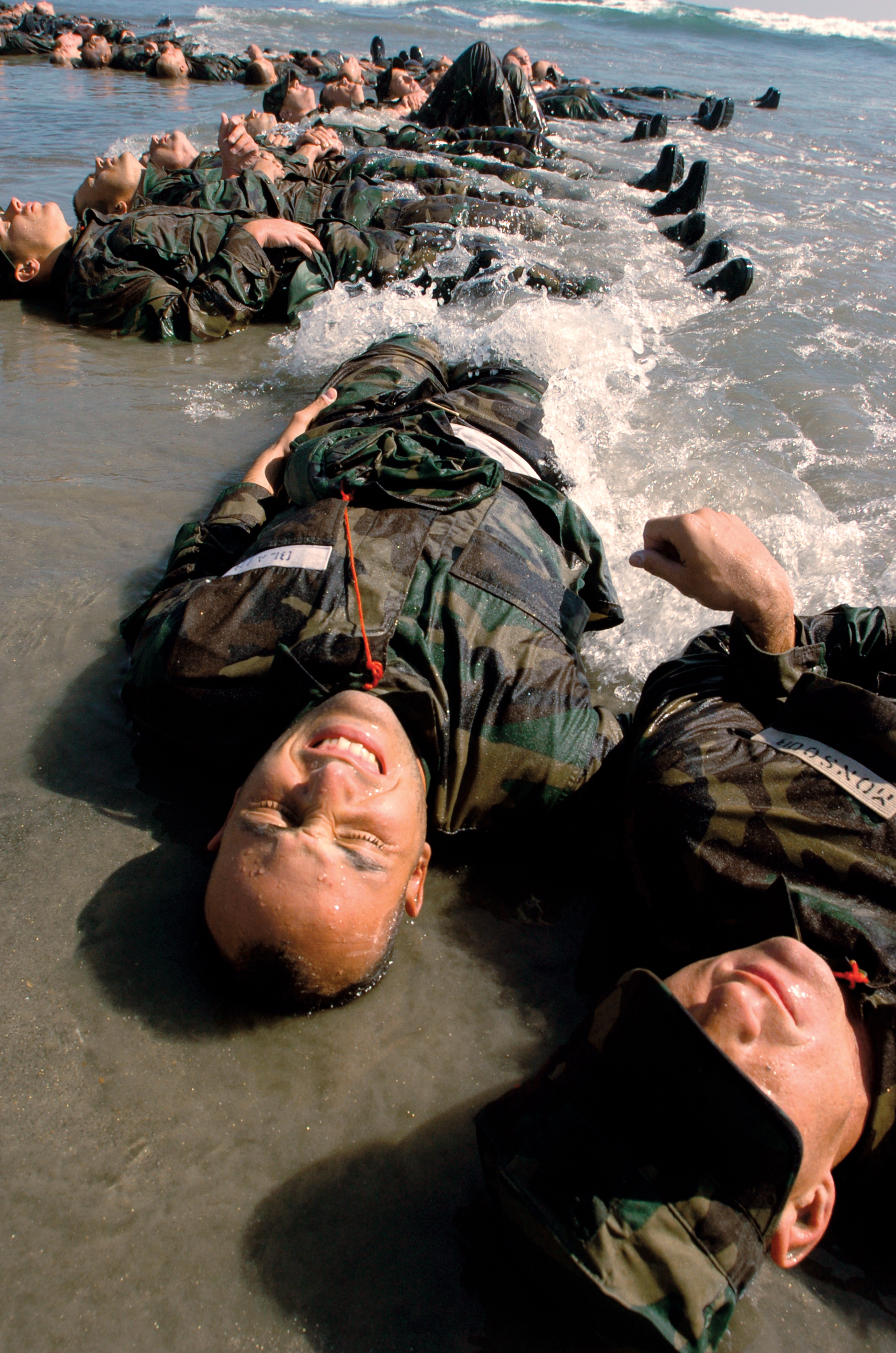
Monsoor (pravý dolní roh) během tréninku SEAL v srpnu 2004.

Po nástupu k armádě byl zařazen do námořnictva Spojených států amerických. Dne 21. března 2001 se zúčastnil základního výcviku na velitelství v Illinois. Po absolvování základního výcviku navštěvoval školu kormidelních poddůstojníků a poté na krátkou dobu přešel do námořní letecké stanice Sigonella v Itálii. Absolvoval pokročilé výcvikové kurzy Navy SEALs, včetně výcviku seskoku s padákem na základní letecké škole bojového výcviku na ostrově Kodiak a v březnu 2005 absolvoval šestiměsíční kvalifikační výcvik SEALs v Coronadu v Kalifornii. Následující měsíc byl přidělen do Delta Platoon, SEAL Team 3.

### Válka v Iráku

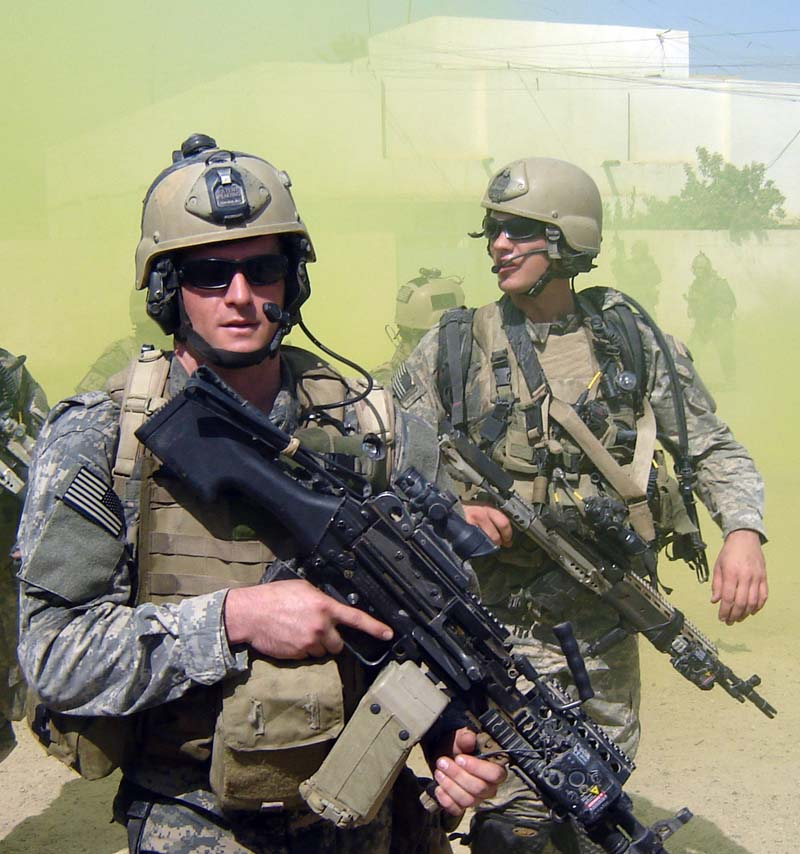
Monsoor v Iráku v roce 2006.

Během bitvy o Ramádí v dubnu 2006 jako komunikátor a kulometník při hlídkách nosil 45 kg vybavení v teplotách přesahující 37 °C. Byl často zapojen do střetů s povstaleckými bojovníky. Během prvních pěti měsíců nasazení tým, který vedl Jocko Willink a Chris Kyle, údajně zabil 84 povstalců.
Během střetnutí 9. května 2006 pod neustálou palbou povstalců zachránil zraněného vojáka. Za tuto akci získal Stříbrnou hvězdu a za službu v Iráku bronzovou hvězdu.

## Smrt
Dne 29. září 2006 se jeho tým zapojil do přestřelky se čtyřmi povstalci, jednoho zabil a ostatní zranil. Monsoor, tři odstřelovači SEALs a tři vojáci irácké armády předvídali další útoky, proto zaujmuli pozice na střeše. Civilisté pomáhající povstalcům zablokovali ulice a útočili proti americkým a iráckým vojákům. Monsoor chránil další kolegy, dva z nich byli 15 metrů od něj. Monsoorova poloha z něj udělala jediného vojáka námořnictva na střeše s rychlým přístupem k únikové cestě.
Granát hozený na střechu z ulice pod nimi se odrazil od Monsoora a dopadl na podlahu. Monsoor ho po zvolání „Granát!“ zakryl svým tělem. Jeho tělo absorbovalo většinu síly výbuchu granátu. Zraněním zpusobenýn výbuchem granátu podlehl o 30 minut později. Při výbuchu byli zraněni další dva vojáci námořnictva.
Spolubojovníky byl označen jako klidný profesionál a zábavný chlap. Je pohřben na Národním hřbitově Fort Rosecrans v San Diegu.

### Medaile cti

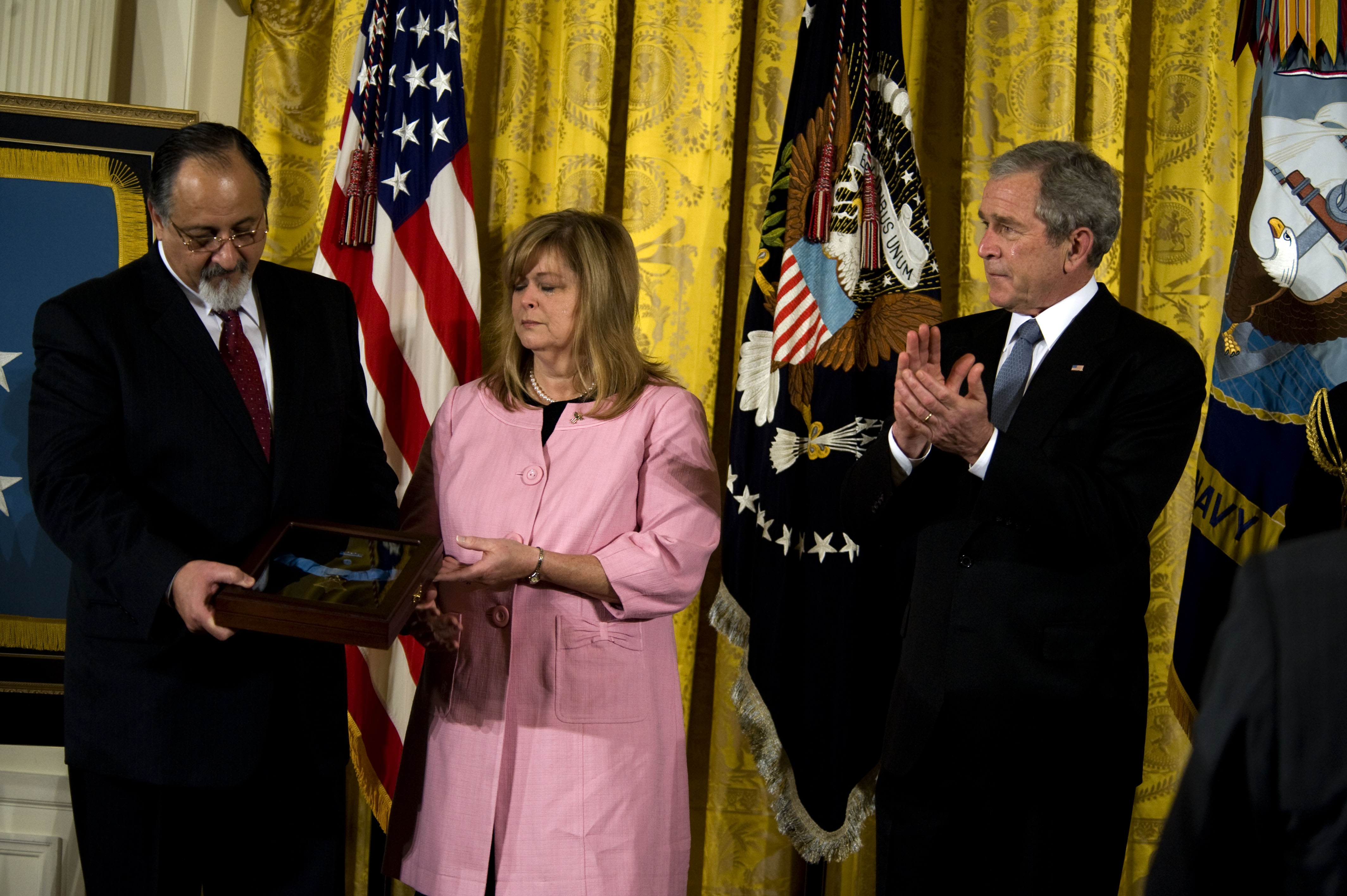
Rodiče, Sally a George Monsoorovi při předání Medaile cti Georgem W. Bushem

Dne 31. března 2008 Ministerstvo obrany Spojených států amerických potvrdilo, že Michael Anthony Monsoor obdrží Medaili cti in memoriam. Tu převzali jeho rodiče, Sally a George Monsoorovi, na slavnostním ceremoniálu v Bílém domě, který uspořádal prezident George Bush 8. dubna 2008. Michael Anthony Monsoor se stal čtvrtým americkým členem speciálních služeb a druhým vojákem námořnických sil, který obdržel nejvyšší vojenskou cenu Spojených států amerických během války proti terorismu.